# Cao Ly Hiến Tông
Cao Ly Hiến Tông (Hangul: 고려 헌종, chữ Hán: 高麗 獻宗; 1 tháng 8 năm 1084 – 6 tháng 11 năm 1097, trị vì 1094 – 1095) là quốc vương thứ 14 của Cao Ly. Ông là con trai của Cao Ly Tuyên Tông. Theo Cao Ly sử (Goryeosa), ông là một đức trẻ thông minh và xuất sắc khi viết từ năm lên 9. Ông có tên húy là Vương Dục (王昱, 왕욱, Wang Uk).
Trong thời gian trị vì ngắn ngủi của mình, Hiến Tông đối mặt với cuộc nổi dậy của người cậu họ là Lý Tư Nghĩa (Yi Ja-ui) song đã nhanh chóng được dập tắt. Năm sau, ông đổ bệnh và phải thoái ngôi cho Túc Tông, tức thúc phụ.
Hiến Tông chết yểu khi mới 13 tuổi, thụy là Cung Thương Định Bỉ Hoài Hiếu Đại vương (恭殤定比懷孝大王), táng tại Ẩn lăng (隱陵).

## Gia đình
- Cha: Cao Ly Tuyên Tông.
- Mẹ: Tư Túc Vương hậu (사숙태후 이씨; 1065 – 1107), con gái của Công bộ thượng thư Lý Thạc. Hiến Tông tấn tôn Tư Túc Vương thái hậu. Thụy là Trinh Hòa Khuôn Túc Tư Túc Vương hậu (貞和匡肅思肅王后). Bà gọi Nhân Duệ Vương hậu bằng cô mẫu.
- Vợ: Hoài Thuần Vương hậu Tô thị (회순왕후 소씨), con gái của Tấn Sơn Phủ viện quân Tô Kế Linh (蘇繼笭). Không rõ truyện sau khi Hiến Tông mất.